# Shakespeare-Klasse
Die Royal Navy erhielt fünf Boote der Shakespeare-Klasse. Es handelte sich um Flottillenführer, die von der Werft John I. Thornycroft & Company zum Ende des Ersten Weltkriegs zwischen 1917 und 1925 für den Einsatz mit den Zerstörern der V- und W-Klasse gebaut worden waren. Von ihnen waren 1939 noch drei im Dienst; die HMS Wallace war allerdings zum Flugabwehr-Geleitboot (WAIR) umgebaut. Nur die HMS Keppel überlebte den Weltkrieg.
Nach dem Muster der Shakespeare-Klasse entstanden 1929 in Großbritannien die drei Zerstörer der argentinischen Mendoza-Klasse und 1930 in Italien zwei Zerstörer für Rumänien.

## Entwurfs- und Baugeschichte
Die fünf zwischen 1917 und 1925 gebauten Flottillenführer der Werft Thornycroft entstanden parallel zu den acht Flottillenführern des Admiralitäts-Entwurfs (Scott- Klasse) für die V- und W-Klasse.

Die Boote unterschieden sich vom Admiralitätsentwurf durch die zwei seitlich abgeflachten Schornsteine, ein typisches Merkmal der Thornycroft-Bauten des Kriegs-Bauprogramms. Auch hatten sie Brown-Curtis-Turbinen im Unterschied zu den sonst meist verwandten Parsons-Turbinen.
Thornycroft erhielt im April 1916 Aufträge für zwei Boote nach dem eigenen Entwurf, die im Januar 1918 als HMS Shakespeare und HMS Spenser in Dienst kamen. Im April 1917 wurde ein weiteres Boot bestellt, das noch vor dem Kriegsende als HMS Wallace vom Stapel, allerdings erst 1919 in Dienst gestellt werden konnte. Im April 1918 bestellte die Royal Navy nochmals vier Boote des Typs bei Thornycroft und erwog den Bau zwei weiterer Boote bei Cammell Laird, deren Bauauftrag schon frühzeitig verändert wurde. Auch der Auftrag an Thornycroft wurde halbiert und nur zwei weitere Boote kamen tatsächlich zu Wasser als HMS Keppel und HMS Rooke. Diese beiden Boote wurden allerdings nicht bei Thornycroft fertiggestellt, sondern die Rümpfe nach ihrem Stapellauf 1920 zu den Marinewerften in Portsmouth und Pembroke zur Endausrüstung überführt, wo sie bis 1925 fertiggestellt wurden.
Die für die Royal Navy fertiggestellten fünf Flottillenführer der Shakespeare-Klasse (HMS´s Shakespeare, Spenser, Wallace, Keppel und Broke ex Rooke) hatten eine Länge von 329 Fuß (318 Fuß in der Wasserlinie) bei 31,5 Fuß Breite. Die drei von Thornycroft fertiggestellten Boote hatten mit ihren 40.000 PS starken Turbinenanlagen der Bauart Brown-Curtis über 37,5 Knoten bei ihren Probefahrten erreicht. Bewaffnet waren alle Boote mit fünf 12-cm-Kanonen (4.7"/45 (12 cm) BL Mk.I) und einer 76 mm/L45 Flugabwehrkanone Mk.VIII. Dazu kamen zwei 21-Zoll-Drillings-Torpedorohre.
Von den fünf Booten verblieben nach 1936 nur HMS´s Wallace, Keppel und Broke im Dienst, von denen nur die Wallace in das Umbauprogramm für alte Zerstörer zu Geleitbooten einbezogen wurde.
Keppel und Broke wurden dann während des Zweiten Weltkriegs stark modifiziert.

## Einheiten
| Name        | Bauwerft                                                       | Bestellung | Kiellegung                          | Stapellauf                          | Indienststellung                    | Verbleib                            |
| ----------- | -------------------------------------------------------------- | ---------- | ----------------------------------- | ----------------------------------- | ----------------------------------- | ----------------------------------- |
| Shakespeare | Thornycroft & Co., Southampton                                 | April 1916 | 2. Oktober 1916                     | 7. Juli 1917                        | 10. Oktober 1917                    | außer Dienst am 2. September 1936   |
| Spenser     | Thornycroft & Co., Southampton                                 | April 1916 | 9. Oktober 1916                     | 22. September 1917                  | 12. Dezember 1917                   | außer Dienst am 29. September 1936  |
| Wallace     | Thornycroft & Co., Southampton                                 | April 1917 | 15. August 1917                     | 26. Oktober 1918                    | 14. September 1919                  | außer Dienst am 20. März 1945       |
| Keppel      | Thornycroft & Co., SouthamptonPortsmouth Dockyard, Portsmouth  | April 1918 | Oktober 1918                        | 23. April 1920                      | 15. April 1925                      | außer Dienst am 25. Juli 1945       |
| Broke       | Thornycroft & Co., SouthamptonPembroke Dockyard, Pembroke Dock | April 1918 | Oktober 1918                        | 16. September 1920                  | 20. Januar 1925                     | am 9. November 1942 gesunken        |
| 2 Einheiten | Thornycroft & Co., Southampton                                 | April 1918 | Bauaufträge storniert Dezember 1918 | Bauaufträge storniert Dezember 1918 | Bauaufträge storniert Dezember 1918 | Bauaufträge storniert Dezember 1918 |
| Saunders    | Cammell, Laird & Co., Birkenhead                               | April 1918 | Bauaufträge storniert Dezember 1918 | Bauaufträge storniert Dezember 1918 | Bauaufträge storniert Dezember 1918 | Bauaufträge storniert Dezember 1918 |
| Spragge     | Cammell, Laird & Co., Birkenhead                               | April 1918 | Bauaufträge storniert Dezember 1918 | Bauaufträge storniert Dezember 1918 | Bauaufträge storniert Dezember 1918 | Bauaufträge storniert Dezember 1918 |